# Natalija Kovtun
Natalija Nikolajevna Kovtun (rusko Наталья Николаевна Ковтун), ruska atletinja, * 27. maj 1964, Sovjetska zveza.
Ni nastopila na poletnih olimpijskih igrah. Na svetovnih prvenstvih je osvojila srebrno medaljo v štafeti 4x100 m leta 1991, na svetovnih dvoranskih prvenstvih bronasto medaljo v teku na 200 m leta 1989, na evropskih dvoranskih prvenstvih pa srebrno medaljo v isti disciplini leta 1990.